# Sava Babić
Sava Babić (Сaвa Бaбић), (Palić, 27. siječnja 1934.) srpski književnik i prevoditelj s mađarskog jezika.

## Djela
- Na dlanu, Osvit, Subotica, 1971.
- Neuspeo pokušaj de se tarabe obore, Stražilovo, Novi Sad, 1978.
- U senci knjige, Stražilovo, Novi Sad, 1981.
- Kako smo prevodili Petefija, Matica Srpska, Novi Sad, 1985.
- Razabrati u pletivu, Novi Sad, 1986.
- Preveseji, Institut za južnoslovenske jezike, Novi Sad, 1989.
- Ljubavni jadi mladog filozofa Djerda Lukača, Tvoračka radionica, Beograd, 1990.
- Pet više pet, Dnevnik, Novi Sad, 1990.
- Mađarska Civilizacija, Centar za geopoetiku, Beograd, 1996.
- Bokorje Danila Kiša, Umetnička Radionica, Kanjiža, 1998.
- Granice isčezavarju, zar ne?, Slobodan Mašic, Beograd, 1999.
- Hamvas hárs, Művészetek háza, Veszprém, 1999.
- Milorad Pavić mora pričati priče, Beograd, 1999.
- Milorad Pavić mora pričati priče, Stylos, Novi Sad, 2000.

## Prijevodi
- Bán Imre, Barta János, Czine Mihály: A magyar irodalom története (1976.)
- Bodor Ádám: Sinistra-körzet (2000.)
- Csáth Géza: Novellák és napló (1991.)
- Cseres Tibor: Hideg napok (1966.)
- Déry Tibor: Szerelem (1979.)
- Déry Tibor: Kedves bópeer! (1989.)
- Déry Tibor: Félfülű (1991.)
- Eörsi István: Fogadás (1986.)
- Eörsi István: Kihallgatás (1987.)
- Eörsi István: Keringő a valósággal (1989.)
- Eörsi István: Emlékezés a régi szép időkre (1990.)
- Esterházy Péter: Hrabal könyve
- Esterházy Péter: A halacska csodálatos élete (2002.)
- Esterházy Péter: Harmonia Celestis (2003.)
- Fehér Kálmán: Januári borostyán (1974.)
- Fehér Kálmán: Pannónia (1984.)
- Gál László: Mégis (1974.)
- Göncz Árpád: Elbeszélések és drámák (1992.)
- Hamvas Béla: Hyperion (1993.)
- Hamvas Béla: Scientia sacra I. (1994.)
- Hamvas Béla: Patmosz I-III (1994.)
- Hamvas Béla: Gond az életről (Babérligetkönyv, Világválság, Száz könyv, A bor filozófiája, Titkos jegyzőkönyv, Unicornis) (1994.)
- Hamvas Béla: Silentium (1994.)
- Hamvas Béla: Ugyanis (1994.)
- Hamvas Béla: Haxakümenion (1994.)
- Hamvas Béla: Mágia szutra (1995.)
- Hamvas Béla: Arkhai (1996.)
- Hamvas Béla: Óda a XX. századhoz (1996.)
- Hamvas Béla: Tabula smaragdina (1996.)
- Hamvas Béla: A láthatatlan történet (1996.)
- Hamvas Béla: Regényelméleti fragmentum (1996.)
- Hamvas Béla: Az öt géniusz (1996.)
- Hamvas Béla: Szilveszter (1996.)
- Hamvas Béla: Szarepta (1999.)
- Hamvas Béla: Scientia sacra I-II (1999.)
- Hamvas Béla: Karnevál I-III (1999.)
- Hamvas Béla: Karnevál IV-VIII (2000.)
- Hamvas Béla: A bor filozófiája (2000.)
- Hamvas Béla: Bizonyos tekintetben (2000.)
- Hamvas Béla: Ugyanis (2000.)
- Hamvas Béla: Szilveszter (2000.)
- Hamvas Béla: Anthologia humana (2001.)
- Hamvas Béla: Reči i damari (Válogatás Hamvas bölcseletéből) (2002.)
- Heller Ágnes: Szilveszteri symposion (1986.)
- Hubay Miklós: Analízis (1975.)
- Illyés Gyula: Ditirambus a nőkhöz (1975.)
- Illyés Gyula: Kháron ladikján (1988.)
- Kopeczky László: A ház (1971.)
- Kosztolányi Dezső: Esti Kornél (1999.)
- Lukács György: A modern dráma fejlődésének története (1978.)
- Lukács György: Ifjúkori művek (1982.)
- Lukács György: Intim dráma (1985.)
- Lukács György-Eörsi István: Életrajz magnószalagon (1986.)
- Majtényi Mihály: A száműzött (1975.)
- Majtényi Mihály: Élő víz (1975.)
- Oravecz Imre: Halászóember (2000.)
- Örkény István: Macskajáték (1973.)
- Pap József: Sebzett szárny (1975.)
- Popper Leó: Esszék és kritikák (1989.)
- Róheim Géza: Csurunga népe (1994.)
- Sáfrány Imre: Menetelés (1971.)
- Sánta Ferenc: Ötödik pecsét (1988.)
- Szabó Lajos: Theocentrikus logika (1999.)
- Szeli István: Székács József és műve (1986.)
- Tolnai Ottó: Versek (1990.)
- Weöres Sándor: A teljesség felé (2000.)
- Szerelem magyar módra (Magyar elbeszélések, 1998.)
- Az ember, az asszony és a bűn (Magyar írók biblikus írásai, 2000.)